# Reacție electrociclică
O reacție electrociclică este un tip de reacție periciclică de transpoziție care are ca rezultat transformarea unei legături pi în legătură sigma și formarea unui ciclu, sau procesul invers, de deciclizare și formare de legături pi. Un exemplu este reacția de ciclizare a polienelor conjugate.

## Caracteristici
Reacțiile electrociclice prezintă următoarele caracteristici:
- pot fi reacții fotochimice sau termice
- pot fi reacții de ciclizare (formare de ciclu) sau de deciclizare (deschidere de ciclu)
- pot să prezinte mecanism disrotatoriu (posibil fotochimic) sau conrotatoriu (posibil termic), depinzând de tipul reacției și de numărul electronilor pi.[2]
- pot să formeze ca produs de reacție izomerul cis sau trans, în funcție de tipul de rotație.

## Exemple
Reacția de ciclizare Nazarov este o reacție electrociclică ce convertește divinilcetone în ciclopentenone. Un exemplu clasic este reacția de deciclizare a 3,4-dimetilciclobutenei. Izomerul cis formează doar cis,trans-hexa-2,4-diena iar izomerul trans formează trans,trans-hexa-2,4-diena: